# A Writer's Odyssey
A Writer's Odyssey (vereenvoudigd Chinees: 刺杀 小说家; traditioneel Chinees: 刺殺 小說家; pinyin: Cìshā Xiǎoshuōjiā) is een Chinese actie-avonturenfilm uit 2021, geregisseerd door Lu Yang. De film is gebaseerd op de gelijknamige roman van Shuang Xuetao.

## Verhaal
De film volgt Guan Ning's zoektocht naar zijn vermiste dochter, die volgens hem door mensenhandelaars is ontvoerd. Hij wordt eindelijk benaderd door een machtig bedrijf dat hem inschakelt om een jonge auteur te vermoorden wiens fantasieroman zijn realiteit lijkt te veranderen.

## Rolverdeling
| Acteur      | Personage   |
| ----------- | ----------- |
| Lei Jiayin  | Guan Ning   |
| Yang Mi     | Tu Ling     |
| Dong Zijian | Kongwen Lu  |
| Tong Liya   |             |
| Hewei Yu    |             |
| Guo Jingfei | Black Armor |

## Ontvangst
Op Rotten Tomatoes heeft A Writer's Odyssey een waarde van 92% en een gemiddelde score van 7,20/10, gebaseerd op 12 recensies. Op Metacritic is de film nog niet beoordeeld.